# Humberto Pasquale
Humberto Maria Pasquale (Vignole Borbera, 1 de setembro de 1906 – Rivoli, 5 de março de 1985) foi um sacerdote católico da Congregação Salesiana e escritor italiano.

## Biografia
No início da década de 1930, veio para Portugal e dedicou-se à recolha e à publicação de informações relativas às aparições da Virgem Maria em Fátima. Em 1994 entrou em contacto com a Beata Alexandrina de Balazar e dirigiu-a durante quatro anos, após os quais regressou à Itália. Entre 1967 e 1973, voltou a Portugal para organizar o processo de beatificação e canonização de Alexandrina Maria da Costa.
Ele é hoje conhecido principalmente pelas obras que escreveu sobre a Beata Alexandrina e que são ou de carácter biográfico, ou estudos temáticos, ou antologias. Todas elas foram escritas originalmente em italiano. Nos casos de antologia, colocou a Beata Alexandrina como autora. Os escritos do Padre Humberto levaram outros escritores a tratar o tema da Alexandrina, como foi o caso do irlandês Francis Johnston, com Alexandrina, the Agony and the Glory, e A. Rebesco, com a Extática, traduzida depois para tailandês e chinês.
O excerto seguinte contém uma das mais entusiastas apreciações que o Padre Humberto Pasquale alguma vez fez da sua antiga dirigida:
No entanto, se realmente quer que eu sintetize, numa só palavra, aquilo que nela era mais convincente e a fazia aparecer aos nossos olhos como alma extraordinária, dir-lhe-ei que era a sua bondade. Ela era «a bondade em pessoa». Era esta bondade que imediatamente nos levava a pensar em Deus e dava à Alexandrina a auréola de «alma extraordinária».
Contudo, o Padre Humberto Pasquale publicou muito mais, quer no período que passou em Portugal quer no que depois viveu na Itália. Do seu afã editorial, haveriam de nascer as Edições Salesianas.

## Publicações

### Obras sobre a Beata Alexandrina de Balazar
- Venerável Alexandrina, trad. de Ismael Matos, 6ª ed., Edições Salesianas, 1998[1]
- Sob o céu de Balasar, Edições Salesianas, Porto, 1983[2][3]
- Eis a Alexandrina, trad. de H. C., edição da Postulação da Causa, Balasar, 1967
- Alexandrina... un Serafino d’Amore, Centro Catechistico Salesiano, Leuman (TO), 1978
- A Paixão de Jesus em Alexandrina Maria da Costa, uma mística do nosso tempo, Edições Salesianas, Porto, 1979 (esta obra está já traduzida para japonês)
- Fátima e Balasar, duas terras irmãs, Cavaleiro da Imaculada, 3ª edição, Porto
- Mensageira de Jesus para a consagração do mundo ao Coração Imaculado de Maria, tradução do Padre Heitor Calovi, Cavaleiro da Imaculada, Porto, 1980

### Antologias
- COSTA, Alexandrina Maria da, Tu sei amore che tutto vince, ELLE DI CI, Turim, 1965
- COSTA, Alexandrina Maria da, Tu sei dolore che dà la vita, ELLE DI CI, Turim, 1965
- COSTA, Alexandrina Maria da, A Paixão de Jesus em Alexandrina Maria da Costa, uma mística do nosso tempo, Edições Salesianas, Porto, 1979 (a edição original é italiana) [4]
- COSTA, Alexandrina Maria da, Cristo Gesù in Alexandrina (autobiografia), Turim, 1973. Edição extracomercial (838 páginas) [5]

### Outras publicações
Em português
- Eu vi nascer Fátima, Edições Salesianas, Porto
- Virgem Maria na vida cristã, Edições Salesianas, Porto
- Que Mãe! A Mãe de São João Bosco, Edições Salesianas, 2ª ed., Porto
- Asas brancas, Edições Salesianas, 3ª ed., Porto
- Onde não há Padres, Edições Salesianas, 5ª ed., 1963, Porto
- Nas linhas de fogo, Edições Salesianas, 2ª ed., Porto;
- Vítima duma calúnia, Edições Salesianas, Porto.

Nos livros publicados em Portugal usa por vezes o pseudónimo Salesianus.
Em italiano
- Da Fatima un Messaggio di Salvezza; Francesco il Pastorello di Fatima; Giacinta la Pastorella di Fatima; La Madonna a Suor Lucia, etc.

Estas quatro obras foram editadas pelas Oblate Cuore Immacolato de Maria, em Settimo Torinese. Humberto Pasquale correspondeu-se assiduamente com a Irmã Lúcia, vidente de Nossa Senhora de Fátima na Cova da Iria, de quem recebeu 166 cartas.

#### Autobiografia
Ultimamente (2006) foi publicada a sua autobiografia, com o titulo de Il Monello di Dio. Don Umberto Maria Pasquale, organizada por Maria Rita Scrimieri (Elledici,  Leumann-Turim, Itália).